# Carne de caça

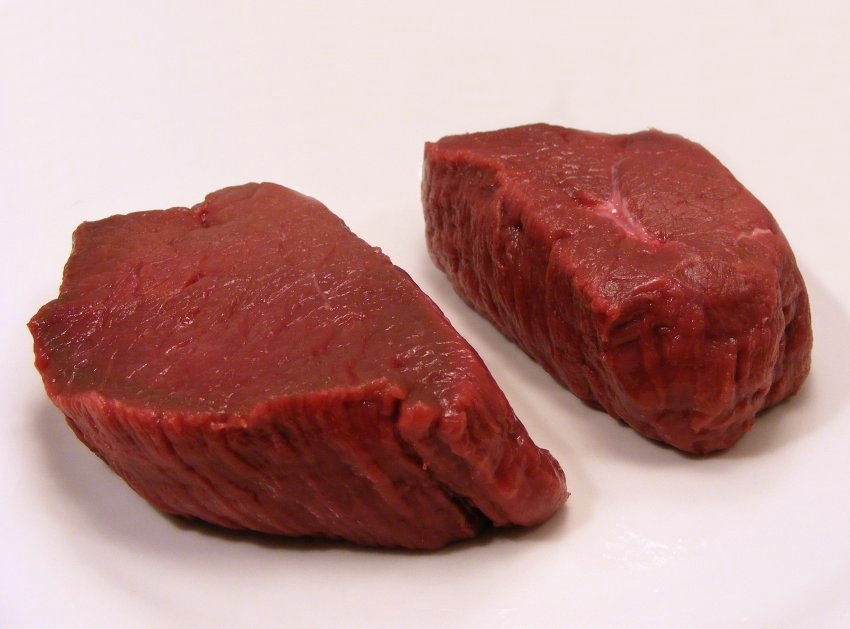
Bife de cervo

Carne de caça tinha um sentido mais amplo e não especificava nenhum animal. Mas agora, a palavra se refere principalmente à carne de cervo (ou antílope na África do Sul ).  Ao falar em carne de caça ou carne de cervo, podemos estar nos referindo a qualquer parte do animal, desde que seja comestível, incluindo os órgãos internos . A carne de cervo, assim como a carne bovina ou suína, é categorizada em cortes específicos, incluindo assado, lombo e costela .

## Etimologia

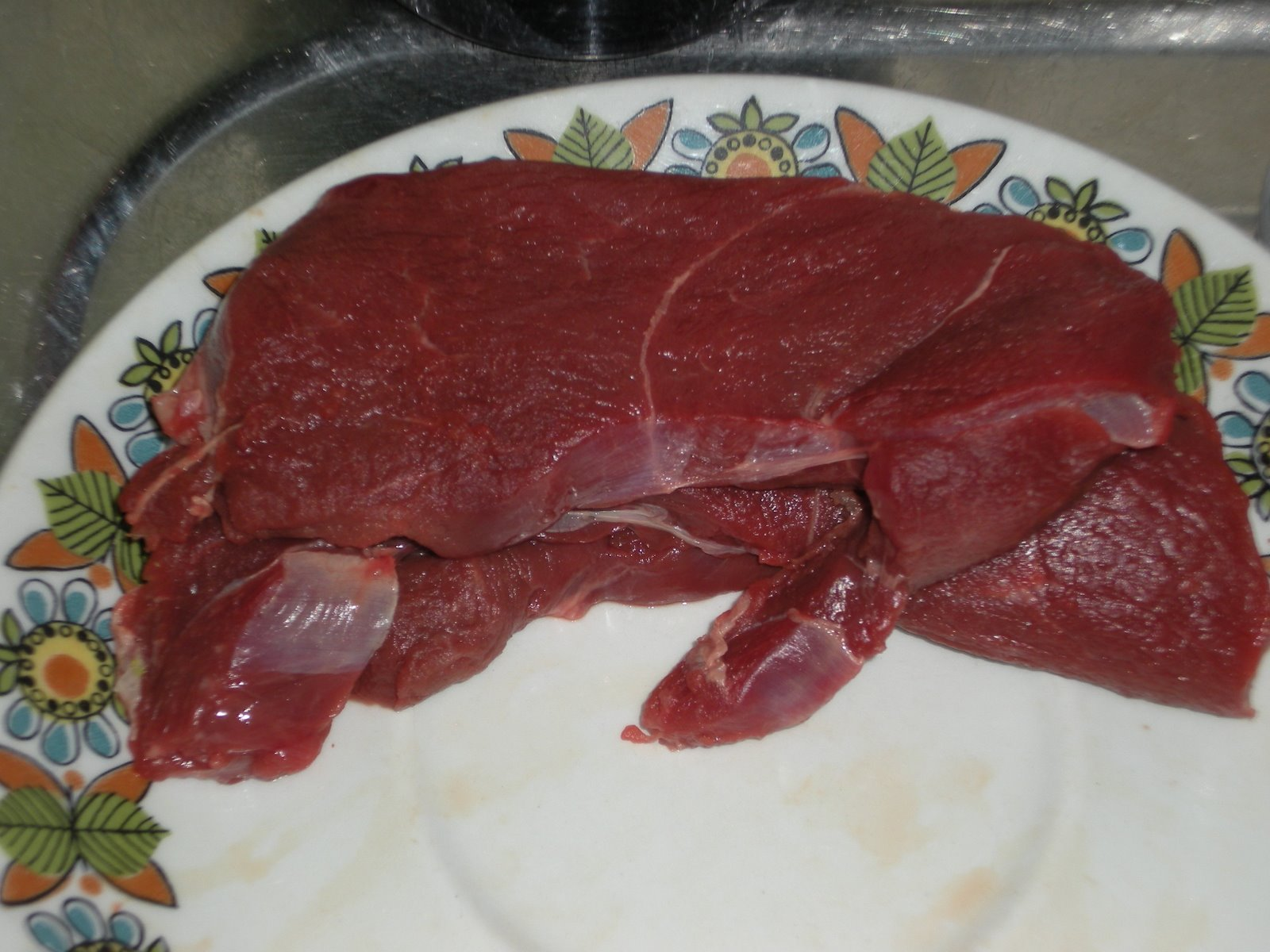
Escalope de cervo cru

A palavra vem do latim venari, que significa "caçar", numa época que houve uma linguagem arcaica que teve início pelos anglo-normandos, passou pela França e posteriormente chegou a Inglaterra. O termo usado era venaison no século XI. 

## Definição
A antiga definição originalmente descrevia a carne de qualquer animal de caça morto em caçadas e era aplicado, principalmente, aos animais das famílias Cervídeos ( veados verdadeiros), Leporidae ( coelhos e lebres ), Suidae ( javalis ) e certas espécies do gênero Capra ( cabras e íbex).
Na África Austral, a palavra cervo refere-se à carne de antílope, um animal pertencente á classe dos Bovídeos, já que não existem cervos nativos na África Subsaariana.

## Especificidades do preparo
As principais partes em que são cortadas a carne de cervo são o bife, lombo. Também são feitas salsichas, carne seca e carne moída. Seu sabor lembra a carne bovina, com a diferença de que os cortes da carne de cervo têm textura mais fina e são mais magros se comparados aos cortes de carne bovina. Hambúrgueres de cervo ás vezes são tão magros que requerem a adição de gordura na forma de bacon, azeite ou queijo para atingir a paridade com o tempo de cozimento, textura e sabor do hambúrguer . As vísceras de cervos também podem servir como alimento.  

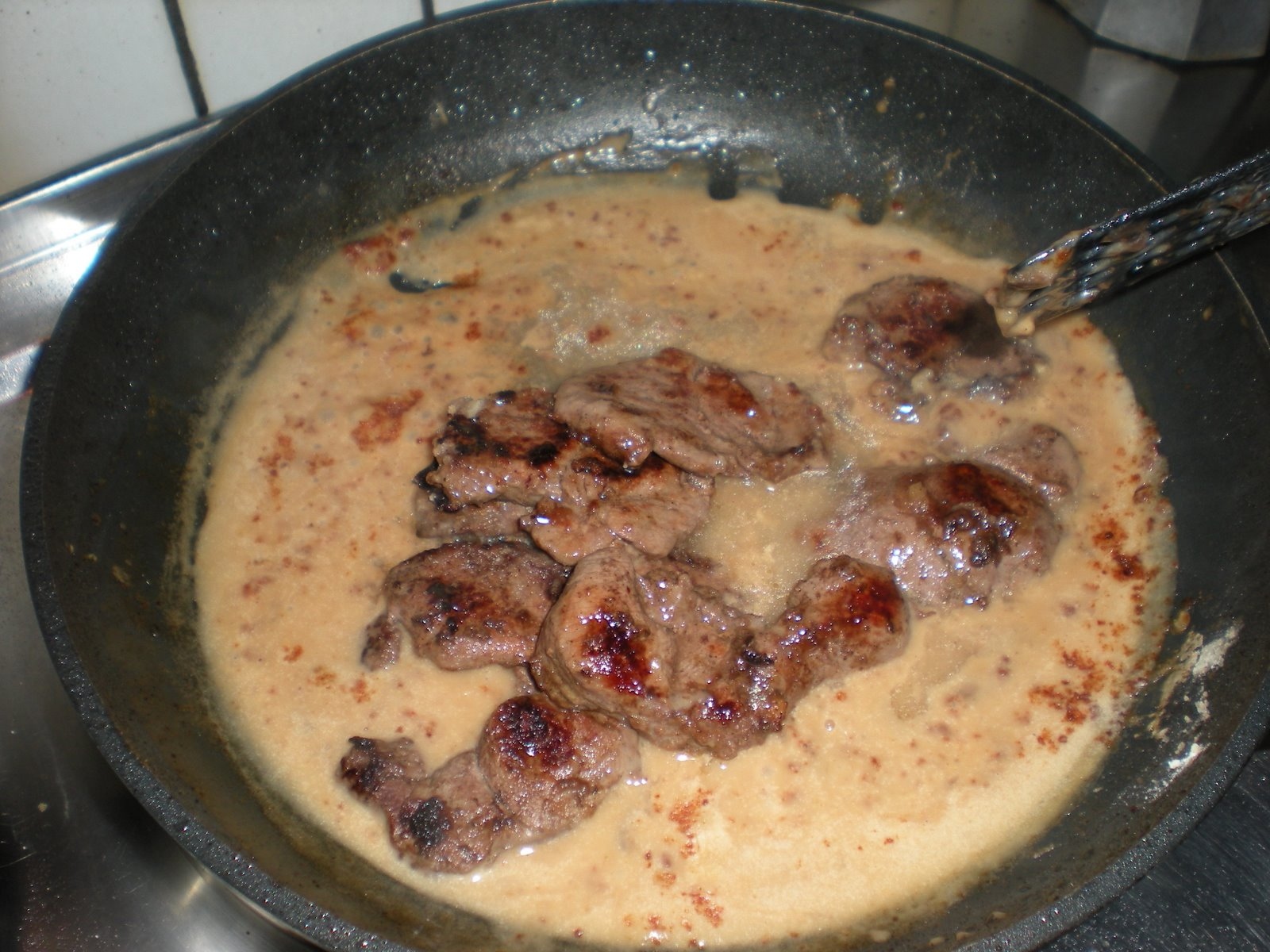
Escalope de cervo cozinhando em molho

## Benefícios e os cuidados para a saúde
Quando a carne é caçada de um cervo saudável, ela é saudável para o consumo humano. Alguns de seus benefícios são o maior teor de proteína, a maior diversidade de aminoácidos e ter menos calorias, colesterol e gordura do que a maioria dos cortes de carne bovina, suína ou de cordeiro. 
A maior precaução que se deve tomar com a carne é sobre uma doença que foi descoberta: a Doença Emaciante Crónica (DEC) — uma encefalopatia espongiforme transmissível entre cervos (semelhante à doença da vaca louca entre o gado) — não se sabe se ela pode passar dos veados para os humanos através do consumo de carne de veado, mas há receio de contaminação através da ingestão da carne de veados selvagens portadores da DVC.  A doença foi identificada entre cervos criados em fazendas nos EUA e oeste do Canadá.
O parasita Toxoplasma gondii pode ser transmitido ao consumir a carne de cervos estando mal cozida ou crua, se ela não for preparada sob uma temperatura interna de (63°C) para pedaços inteiros de carne, ou (74 °C) para a carne de veado moída. Congelar a carne por vários dias em temperaturas abaixo de zero (-18°C) pode reduzir bastante as chances de infecção por toxoplasmose .
Os caçadores, é claro, são aconselhados a não atirar em cervos que pareçam doentes ou estejam agindo de forma estranha, também são aconselhados a tomar as precauções básicas ao examinar a carne do cervos que mataram.

## O consumo em diferentes países

### República Checa
A carne de veado (assim como outras carnes de caça, principalmente javali) faz parte da culinária tradicional e é comumente consumida, não sendo considerada uma especialidade. Pratos como o goulash de veado estão frequentemente nos menus dos restaurantes. As carnes de veado  e outras carnes de caça estão amplamente disponíveis em estado fresco á venda no Reino Unido, tanto em açougueiros como em grandes multinacionais britânicas como a Tesco, a preços semelhantes aos da carne de vaca ou de porco: cerca de 8 Euros por quilo. Apesar da popularidade e dos preços baixos, nos últimos anos a produção de carne de veado superou a procura.

### Nova Zelândia
A Nova Zelândia tem uma grande população de cervos, tanto selvagens como de criação, o que torna a carne de veado uma carne relativamente comum. É amplamente disponível em supermercados. 

### Reino Unido
Na Inglaterra, os direitos de caça foram restringidos após polêmicas sobre o aumento da frequência da caça com o objetivo de empilhas a cabeça e galhada dos animais, matando cervos no período de acasalamento e outras coisas. Como resultado, a posse e a venda de carne de veado eram rigorosamente regulamentadas pela lei inglesa,  embora estivessem ainda disponíveis comercialmente.

### Estados Unidos
Nos Estados Unidos, a carne de cervo é menos comum no varejo devido à exigência de que o animal seja primeiro inspecionado pelos inspetores do USDA . Existem poucos matadouros na América do Norte, e a maior parte dessa carne é destinada a restaurantes. Onde os cervos são considerados uma espécie invasora, como no Havaí, empresas caçam os cervos-axis , combinando o abate com a certificação do USDA e a venda no varejo. A maior parte da carne de cervo vendida no varejo nos Estados Unidos vem de criadouros na Nova Zelândia e na Tasmânia. As carnes estão disponíveis tanto em  supermercados especializados de alto padrão como em algumas redes que se concentram em carnes mais "naturais". A carne de cervo que não é vendida no varejo é frequentemente obtida na caça e aprontada pelos próprios caçadores, ou instalações de processamento de carne são contratadas para fazer o processamento para o caçador.

A rede de sanduíches americana Arby's ganhou atenção em 2016, quando saiu nas redes sociais a notícia de que eles estavam prestes a testar um sanduíche de cervo. 
Foram selecionados 17 lojas na Geórgia, Michigan, Minnesota, Pensilvânia, Tennessee e Wisconsin (os principais estados de caça de cervos) para oferecer aos clientes um sanduíche de cervo, o que foi apenas um teste de quatro dias durante as temporadas de caça nesses estados. A curiosidade, unida á grande procura dos caçadores, fez os sanduíches esgotarem em todos os mercados no primeiro dia do teste!